# Physomerus
Physomerus är ett släkte av skalbaggar. Physomerus ingår i familjen vivlar.
Kladogram enligt Catalogue of Life:
| Physomerus | \| \| Physomerus calandroides \| \| \| \| |
|            | \| \| Physomerus calandroides \| \| \| \| |
|            | Physomerus calandroides                   |
|            |                                           |

## Bildgalleri

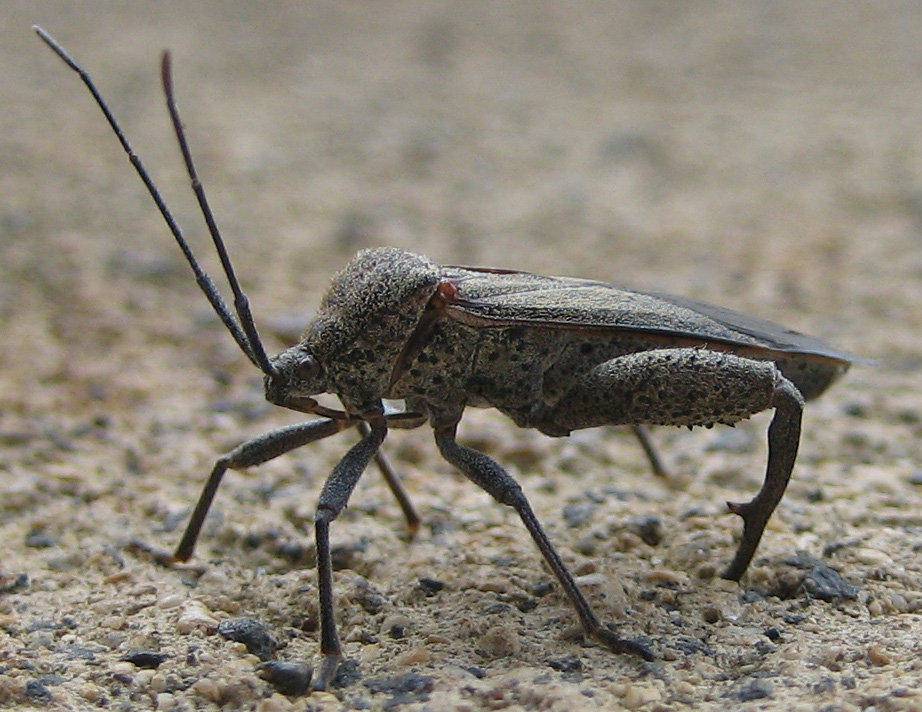
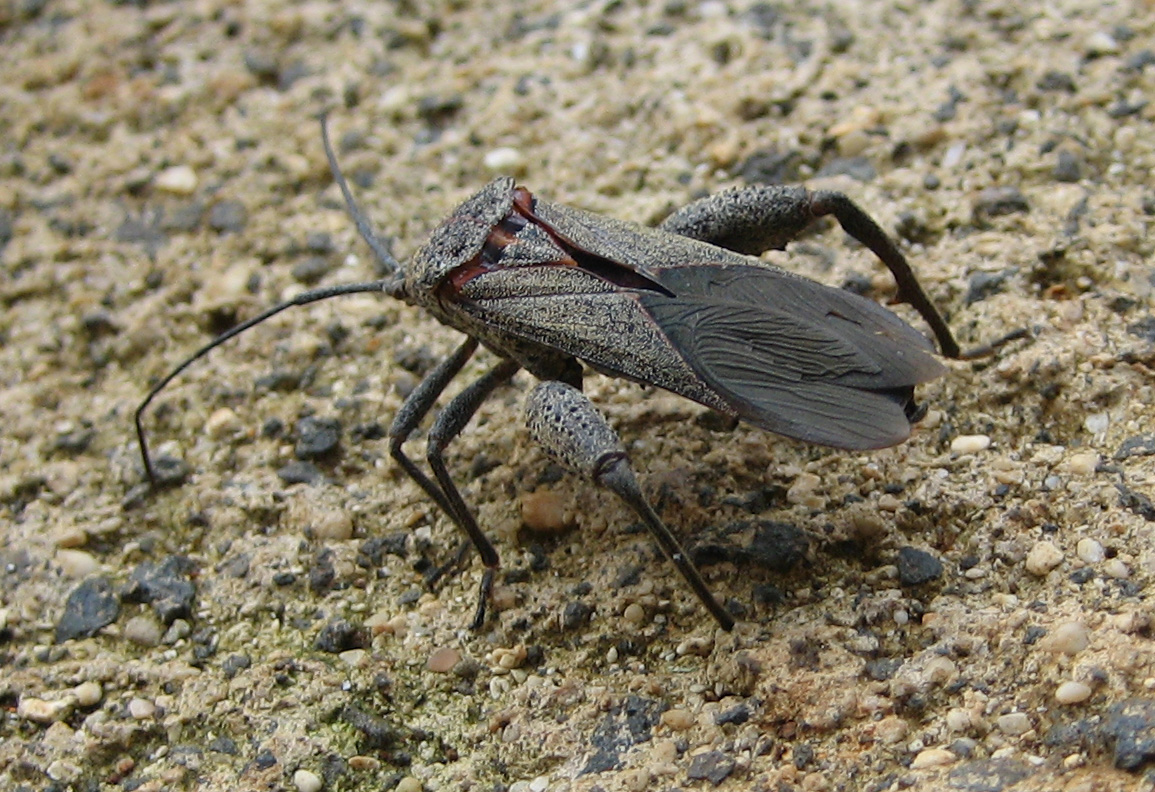
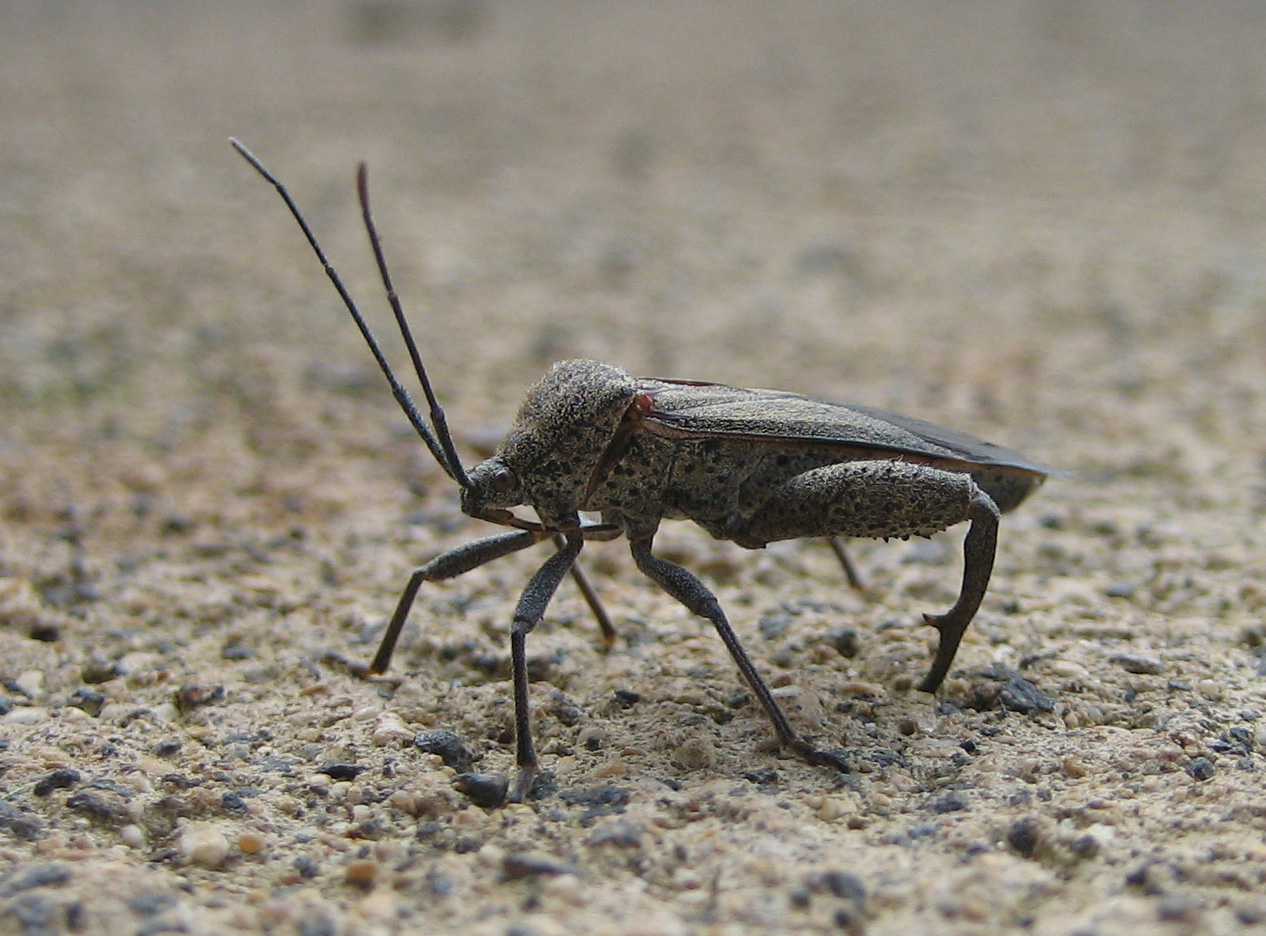